# أسايلوم (لعبة فيديو 1981)
أسايلوم (بالإنجليزية: Asylum)‏ ، هي لعبة فيديو من نوع مغامرات ، أنتجت عام 1981م ، وتعمل على بعض أنظمة ألعاب الفيديو كجهاز آي بي إم للحاسب الشخصي وكومودور 64 وغيرها.

## وصلات خارجية
- Magic Chris' ASYLUM Pages contain maps and walkthroughs
- Ye Olde Infocomme Shoppe (box photos)
- The C64 Adventure Game Solutions and Walkthrough Site: walkthrough
- Gamebase64 Game of the Week (review)
- Asylum at 0x38.com